# Пепельная шиншилловая крыса
Пепельная шиншилловая крыса, или серая шиншилловая крыса (лат. Abrocoma cinerea) — млекопитающее из семейства шиншилловых крыс, обитающее исключительно на плоскогорье Альтиплано, от южной Боливии и Перу до центральных районов Чили.

## Описание
Длина её тела 15—25 см, хвоста — 6—18 см; вес — 200—300 г. Внешность типичная для шиншилловых крыс. Окрас серебристо-серый, с белым или жёлтым брюшком. Мех густой и мягкий, напоминающий мех шиншиллы.
Водится среди зарослей кустарника и камней на склонах Анд, на высоте от 3 700 до 5 000 м над уровнем моря. Живут небольшими колониями — до 6 особей. Преимущественно наземные животные, но могут лазить по веткам кустарников. Роют норы. Образ жизни ночной. Питаются семенами, фруктами и орехами. О размножении практически ничего неизвестно. Беременность длится от 115 до 118 дней; в помёте 1—2 детёныша.